# يوروكوبتر إي سي 225 سوبر بوما
يوروكوبتر إي سي 225 سوبر بوما هي هليكوبتر نقل الركاب بعيدة المدى طورت من طرف يوروكوبتر، تعتبر من الجيل الجديد في الأسرة المدنية لمروحيات من طراز سوبر بوما. انها طائرة بمحركين، ويمكن حمل ما يصل إلى 24 راكبا إلى جانب طاقم 2 ومضيفة الطائرة، حسب طلبات الزبون. يتم تسويق هذه الطائرة لنقل كبار الشخصيات أو نقل الركاب، فضلا عن البعثات الخدمات العامة.
سنة دخولها الخدمة : ديسمبر 2004

## البلدان التي تستعملها
- - الجزائر:الطائرات لنقل كبار الشخصيات + خدمة رئاسة الجمهورية الجزائرية والقوات الجوية الجزائرية
- - كندا :لنقل عمال شركات صناعة النفط والغاز البحرية في بحر الشمال
- - فرنسا: في النقل
- - اليابان: قوات الدفاع الذاتى + هليكوبتر تعمل نقل شخصيات مهمة ووتستخدم لنقل الامبراطور الياباني ورئيس *-الوزراء والضيوف الرسميين والبحث والإنقاذ
- - المكسيك : لكبار الشخصيات
- - النرويج: لنقل عمال شركات صناعة النفط والغاز البحرية في بحر الشمال
- - الصينالصين:للبحث والإنقاذ ورحلات كبار الشخصيات.
- - جمهورية الصين (تايوان) :للبحث والإنقاذ
- - كوريا الجنوبية : مكافحة الحرائق
- - فيتنام: جهود الإنقاذ البحرية ورحلات كبار الشخصيات.
- - المملكة المتحدة : بحث والإنقاذ +لنقل عمال شركات صناعة النفط والغاز البحرية في بحر الشمال.

## الصفات العامة
- -الطاقم : 1 أو 2 (رائد + مساعد الطيار)
- -السعة : 24 راكب + 1 مضيفة
- -الطول : 19.50 متر
- -قطر الدوار : 16.20 متر
- -الطول : 4.97 متر
- -وزنها خالية : 5256 كلغ
- -وزنها محملة : 11,000 كلغ
- -الوزن الأقصى للإقلاع : 11200 كلغ

الأداء
- السرعة القصوى : 275.5 كلم / ساعة (171 ميلا في الساعة)
- المدى : 857 كلم (532 ميل)
- أقصى ارتفاع : 5900 متر (19350 قدم)

## وصلات خارجية
- البطاقة التقنية ليوروكوبتر سوبر بوما EC225
- Aerospace Technology - Eurocopter EC 225
- Deagel.com - EC225 / EC 225 Super Puma